# Albatros hnědý
Albatros hnědý (Phoebetria fusca) je středně velký druh albatrosa, který se vyskytuje v jižních oblastech Indického a Atlantského oceánu a v severních oblastech Jižního oceánu. Podobně jako úzce příbuzný albatros světlehřbetý, i albatros hnědý se během námluv angažuje v nápadných, vysoce synchronizovaných zásnubních letech kolem kolonií, které jsou rozeseté po opuštěných oceánských ostrovech. Jedná se o druh ohrožený interakcemi s komerčními rybářskými loděmi, zejména těch lovících na dlouhé lovné šňůry.

## Systematika
Albatrosa hnědého popsal v roce 1822 německý přírodovědec Carl Hilsenberg jako Diomedea fusca. Albatros hnědý se v moderní taxonomii řadí do rodu Phoebetria, do kterého ještě spadá albatros světlehřbetý (P. palpebrata). Rod Phoebetria byl vytyčen v roce 1853. Až americký ornitolog Robert Cushman Murphy v roce 1913 však do tohoto rodu zařadil vedle albatrosa světlehřbetého i albatrosa hnědého. Zařazení obou druhů do stejného rodu v roce 1996 potvrdila i genetická studie. Druhové jméno fusca pochází z latiny, ve které znamená „hnědý“ nebo „tmavý“.

## Výskyt a početnost

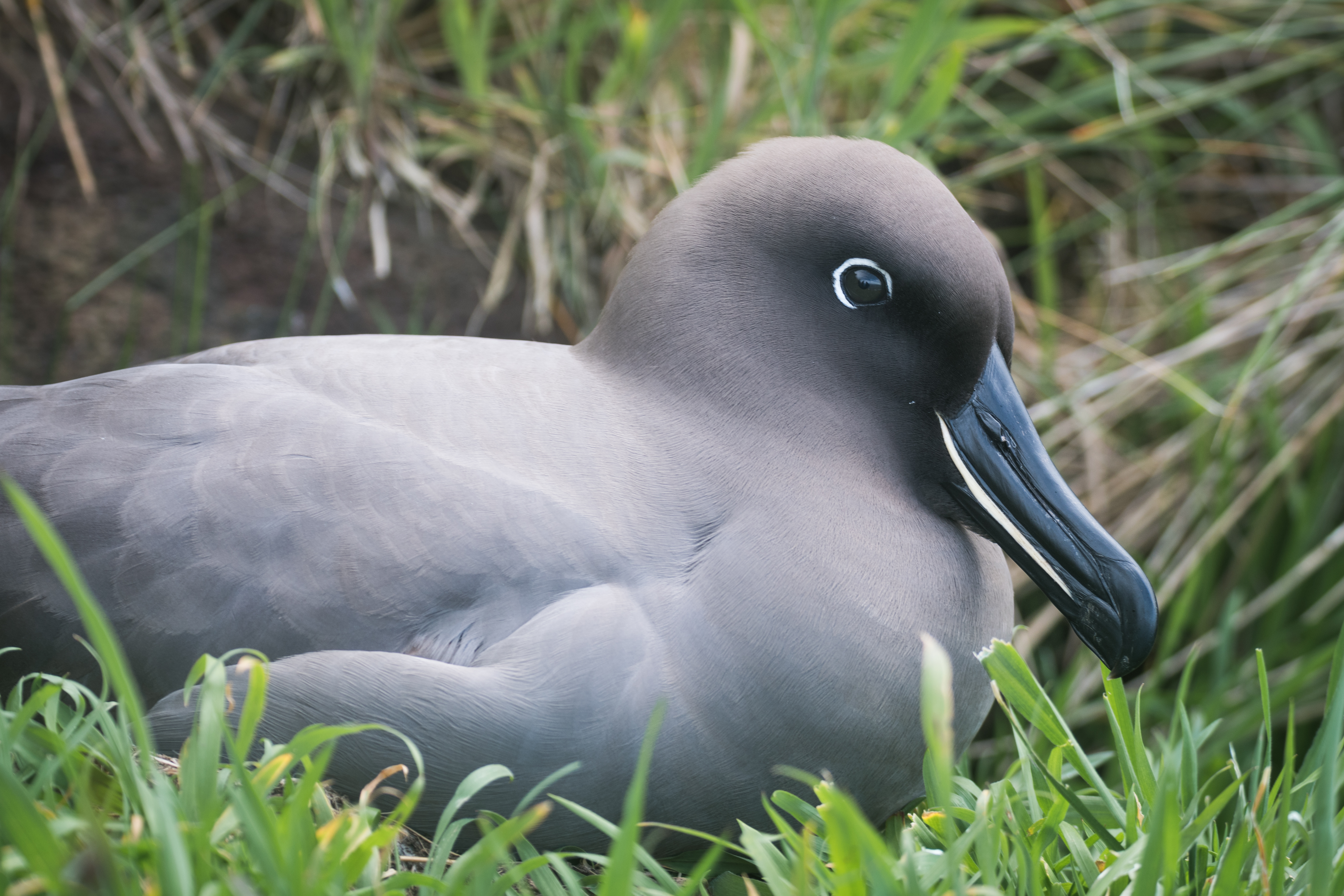
Albatros hnědý na hnízdě na ostrově Nový Amsterdam

Obývá teplejší subantarktické vody jižní části Indického a Atlantského oceánu, částečně i severní oblasti Jižního oceánu mezi 30–60° j. š., maximálně 20–65° j. š. Východní hranici výskytu tvoří vody u jihovýchodní Austrálie s několika výjimečnými záznamy až u Nového Zélandu. Hlavní hnízdní kolonie se nachází na následujících ostrovech: Tristan da Cunha, Goughův ostrov, Ostrovy Prince Edvarda, ostrov Marion, Crozetovy ostrovy, Kergueleny, Nový Amsterdam a Svatý Pavel.
Celková populace se odhaduje na 11–14 tisíc párů.

## Popis
Délka těla dosahuje kolem 85 cm, rozpětí křídel 205 cm, váha se pohybuje kolem 1,8–3 kg. Celý pták je převážně hnědý, pouze na části křídel a na hlavě opeření přechází do černé a kolem oka se vine tenký bílý oční kroužek. Ocasní pera a pera ručních letek mají bílá brka, což lze relativně dobře vidět. Zobák je tenký, kolem 112 mm dlouhý. Je převážně černý, podél spodní čelisti se vine tenká žlutá linka. Nohy jsou světle šedorůžové. Nedospělý jedinec má brka ručních letek a ocasních per hnědá. Jeho opeření na hřbetě a šíji je našedivělé. Oční kroužek je světle hnědý nebo šedý.

## Biologie
Na moři je albatros hnědý převážně samotářský, i když občas bývá spojován s výskytem albatrosa pestrozobého (Thalassarche chlororhynchos) nebo větších kytovců. Hlavní složku jeho potravy tvoří hlavonožci (mj. čeledi  Onychoteuthidae, Histioteuthidae, Chiroteuthidae a Cranchiidae), avšak požírá i ryby, krill nebo mršiny včetně menších mořských ptáků. Potravu sbírá hlavně ve dne, nejvíce poslední tři hodiny před soumrakem.

### Hnízdění

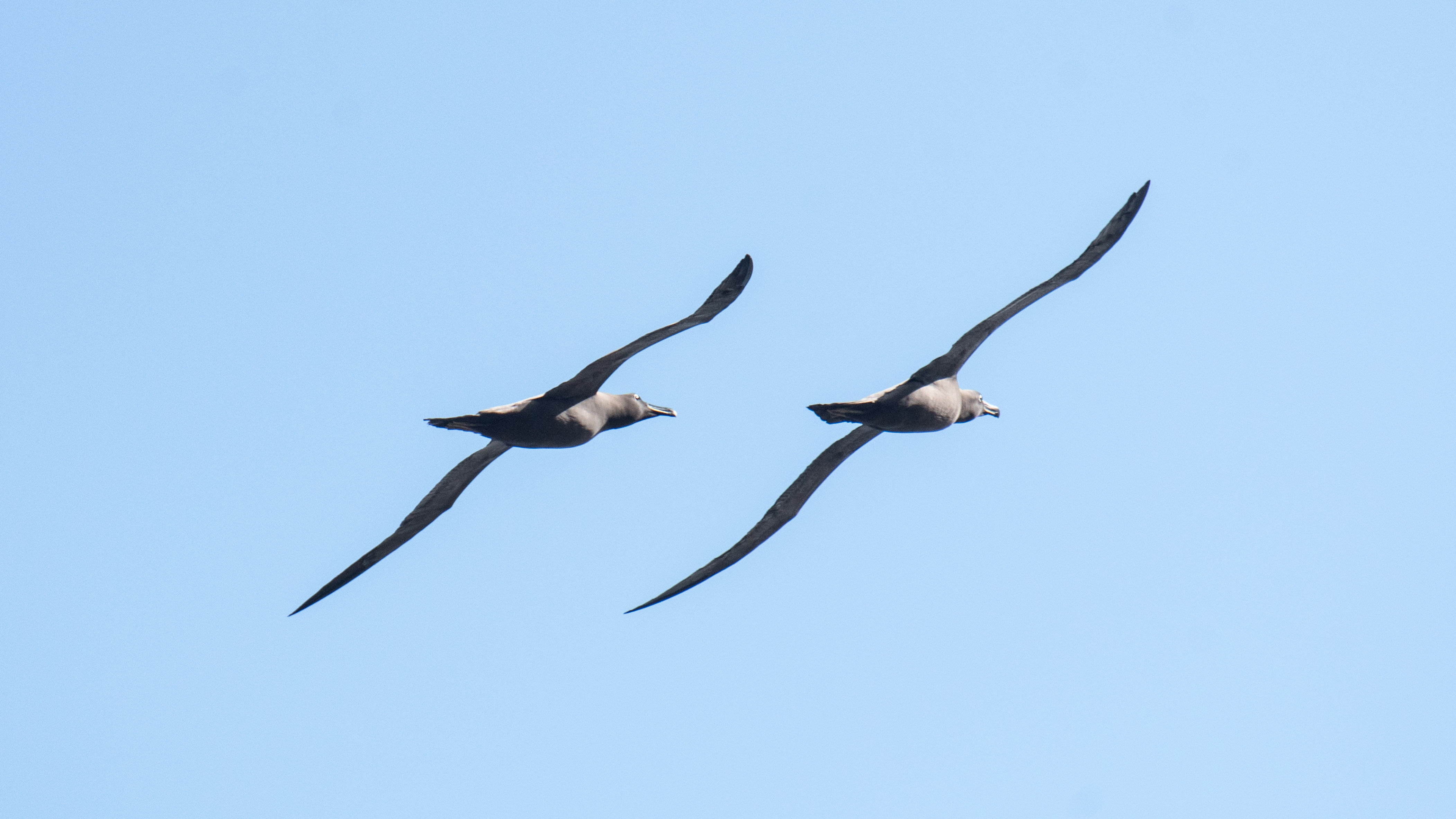
Pár albatrosů hnědých při zásnubním letu

Zahnizďuje jen každý druhý rok. Do hnízdišť na opuštěných ostrovech dolétá od poloviny července do počátku září. Podobně jako albatros světlehřbetý, i albatros hnědý během námluv podniká vysoce synchronizované zásnubní lety kolem kolonií, během nichž pár albatrosů často a náhle v synchronii střídá směr letu i úhel těl. Hnízdí samotářsky nebo v menších koloniích o 5–60 hnízdech. Kulovité nízké hnízdo s mělkým důlkem uprostřed si staví z hlíny a vegetace na okrajích oceánských útesů. Samice klade pouze jedno velké bílé vejce mezi polovinou září a pozdním říjnem. Inkubují oba rodiče po dobu 70–71 dní. Novorozeňata jsou zahřívána rodiči po dalších 21 dnů. Nedospělí jedinci po výletu z hnízda tráví dalších několik let na moři a kolem 8. roku života se začnou vracet do svých kolonií. Poprvé zahnizďují až ve věku kolem 12 let.

## Ohrožení
Mezinárodní svaz ochrany přírody ve své zprávě o stavu populace z roku 2018 považuje albatrosa hnědého za ohrožený druh z důvodu rapidního úbytku populace v posledních 90 letech. Hlavní příčinou populačního poklesu jsou interakce s komerčními rybářskými loděmi, zejména těmi využívající techniky dlouhých lovných šňůr. K dalším ohrožením patří nemoci (cholera Pasteurella multocida, erysipel Erysipelothrix rhusiopathiae), které samy o sobě mohou způsobovat pozvolný populační pokles v koloniích, kde jsou rozšířeny. Rovněž invazivní druhy savců mohou mít na albatrosa hnědého negativní vliv. Patří k nim krysy i zdivočelé, volně žijící populace koček domácích na Novém Amsterdamu nebo Kerguelenech, nebo myši domácí na ostrově Marion.